# Patellapis lepesmei
Patellapis lepesmei là một loài Hymenoptera trong họ Halictidae. Loài này được Benoist mô tả khoa học năm 1944.